# Polittico del Santissimo Sacramento
Il polittico del Santissimo Sacramento è un'opera perduta di Vincenzo Foppa, originariamente conservata nella cappella del Santissimo Sacramento della basilica di San Pietro de Dom a Brescia.
Smembrato probabilmente nel 1604 durante la demolizione dell'edificio per la costruzione del Duomo nuovo, è ricostruibile attraverso testimonianze dell'epoca. Durante il Novecento sono state riconosciute due tavole di mano del Foppa ascrivibili a quest'opera, che dal 1998 fanno parte della collezione della Ubi Banca.

## Storia
Le varie fasi della realizzazione del polittico sono documentate nel Registro della Scuola del Sacramento conservato nell'archivio del Duomo nuovo, ripreso e commentato da Paolo Guerrini nel 1951. Il 2 settembre 1494 il vescovo Paolo Zane concede la costituzione nella cattedrale di una Scuola del Santissimo Sacramento e ne accresce i privilegi con una bolla datata 24 maggio 1497, fissandone il luogo di culto nella cappella di santo Stefano Protomartire all'interno della basilica di San Pietro de Dom. Il 13 gennaio 1499 il consiglio della scuola delibera il pagamento delle decorazioni della cappella, mentre il 23 aprile 1500 commissiona un'ancona per l'altare, infine affidata al confratello Vincenzo Foppa con delibera del 1º maggio 1501.
L'opera era già sicuramente completata il 6 agosto di quello stesso anno, data in cui viene nominata nell'ambito di una nuova delibera. Negli inventari del patrimonio della scuola redatti nel 1583 e nel 1590 è citato ancora in loco nella Cappella Vecchia, con specificazione dei soggetti raffigurati. Dato che una lettura incrociata delle fonti permette di identificare la Capella Vecchia indicata nei due inventari come il presbiterio della basilica, si deduce che il polittico del Foppa era stato trasferito nel frattempo in prestigiosa posizione sull'altare maggiore.
Con l'avvio, nel 1604, della demolizione della basilica per la costruzione del Duomo nuovo, il polittico viene probabilmente smembrato e i vari pannelli dispersi, mentre la memoria della sua passata esistenza cade rapidamente nell'oblio.
Nel 1939, Antonio Morassi riconosce la mano del Foppa in due pannelli di polittico raffiguranti San Giovanni Battista e Santo Stefano, stilisticamente affini e, data la conformazione e le dimensioni della tavola, appartenenti a un medesimo apparato figurativo, che il Morassi identifica con il perduto polittico di San Pietro de Dom. Nel 1998 le due tavole sono state acquistate sul mercato antiquario dalla Banca San Paolo di Brescia, confluita poi nel Banco di Brescia e dal 2007 nella UBI Banca, alla quale attualmente appartengono. L'attribuzione al Foppa delle due tavole e l'ipotesi della loro provenienza sono state infine riconfermate nella monografia sul pittore pubblicata nel 2003.

## Descrizione
La descrizione completa del polittico è ricavabile dai due citati inventari del 1583 e del 1590, nei quali si specificano i soggetti raffigurati. Essi erano: un Compianto sul Cristo morto come pannello centrale e, ai lati, quattro tavole raffiguranti San Pietro, San Paolo, San Giovanni Battista e Santo Stefano. Dei cinque pannelli, come detto, solo gli ultimi due sono attualmente noti alla critica e sono stati ricondotti a questo polittico.